# Viola saccata
Viola saccata là một loài thực vật có hoa trong họ Hoa tím. Loài này được Melch. miêu tả khoa học đầu tiên năm 1930.